# 山崎五郎
山崎 五郎（やまざき ごろう、1913年（大正2年）9月8日 - 1976年（昭和51年）4月6日）は、昭和期の労働官僚、政治家。参議院議員（2期）。

## 経歴
秋田県山本郡上岩川村（琴丘町上岩川を経て現三種町上岩川）で生まれる。1932年（昭和7年）秋田県立能代中学校（現秋田県立能代高等学校）を卒業した。
秋田県庁に入庁。内務省に転じ、戦後は厚生省労政局勤務、労働省労政局労働組合課長、公共企業体等労働委員会事務局長、中央労働委員会事務局長などを歴任した。
1967年（昭和42年）1月の第31回衆議院議員総選挙で秋田県第1区から自由民主党公認で出馬して落選。1968年（昭和43年）7月の第8回参議院議員通常選挙で秋田県地方区から自民党公認で出馬して初当選。1974年（昭和49年）7月の第10回通常選挙でも当選し、参議院議員に連続2期在任した。この間、第1次田中角栄内閣大蔵政務次官、自民党労働問題調査会副会長、同政務調査会労働部会長、同参議院政策審議会副会長、同秋田県連会長などを務めたが、在任中の1976年（昭和51年）4月6日、急性心不全のため死去した。死没日をもって勲二等瑞宝章追贈、正四位に叙される。その数年前より糖尿病を患っていたが、哀悼演説をした野々山一三は死の前年となる1975年（昭和50年）に年間を通しての、たばこ法案審議を経て法案成立後、国会で山崎を見なくなっており、心労が溜まっていたのではないかとしている。

## 著作
- 『労働協約の締結と運用』労働法学出版、1964年。
- 『民主的労働組合』日刊労働通信社、1966年。
- 『日本労働運動史』労務行政研究所、1966年。

## 伝記
- 山崎五郎追想録刊行会編『山崎五郎』労務行政研究所、1977年。